# Кесвил
Кесвил (фр. Cesseville) насеље је и општина у северној Француској у региону Горња Нормандија, у департману Ер која припада префектури Евре.
По подацима из 2011. године у општини је живело 447 становника, а густина насељености је износила 68,04 становника/km². Општина се простире на површини од 6,57 km². Налази се на средњој надморској висини од 155 метара (максималној 156 m, а минималној 146 m).

## Демографија
| 1962. | 1968. | 1975. | 1982. | 1990. | 1999. | 2011. |
| ----- | ----- | ----- | ----- | ----- | ----- | ----- |
| 168   | 188   | 207   | 252   | 323   | 331   | 447   |

График промене броја становника у току последњих година